# Grand Conseil du canton de Bâle-Ville
45e législature
Hôtel de ville
Le Grand Conseil (en allemand : Grosser Rat) est le parlement cantonal du canton suisse de Bâle-Ville.

## Fonctionnement
Le Grand Conseil exerce le pouvoir législatif. Il est composé de 100 membres élus au suffrage universel pour un mandat de quatre ans selon un mode de scrutin proportionnel.
La législature commence dans la première moitié du mois de février suivant les élections. L'année parlementaire commence le 1er février et se termine le 31 janvier.

## Historique
De 1875 à 2008, le Grand Conseil compte 130 membres. 
Il est élu à la proportionnelle depuis 1905. 
Les premières femmes y siègent en 1968, après qu'elles ont obtenu le droit de vote et d'éligibilité dans le canton deux ans auparavant. 

## Présidents
- 1984: Bernhard Christ[3],[4],[5].

### Bases légales
- Canton de Bâle-Ville. « Constitution du Canton de Bâle-Ville » [lire en ligne]